# Ralph Everard Bagnall-Wild
Ralph Everard Bagnall-Wild, britanski general, * 1902, † 1975.